# Khai thác mặt đất
Khai thác mặt đất là một quá trình trong dịch vụ hàng không bao gồm tất cả các hoạt động vận hành máy móc và con người phục vụ cho máy bay khi đang ở dưới mặt đất và phải tuân thủ các yêu cầu trong khai thác hàng không.

## Tiêu chuẩn khai thác
Các tiêu chuẩn trong khai thác được Hiệp hội Vận tải Hàng không Quốc tế (IATA) quy định trong các tài liệu chuyên môn về khai thác sân bay như AHM (Airport Handling Manual) hay GOM (Ground Handling Manual) và bản thân các hãng hàng không quy định ra để áp đặt cho các đối tác khi thuê các đối tác khai thác các chuyến bay của hãng đó. Các tiêu chuẩn chất lượng phải được nêu rõ trong các tài liệu hướng dẫn khai thác.

## An toàn phục vụ khai thác mặt đất
Riêng đối với ngành hàng không, nếu xảy ra tai nạn thường rất thảm khốc. Do vậy mục tiêu trong khai thác mặt đất phục vụ máy bay được đặt lên rất cao. Nhằm đưa ra các tiêu chuẩn an toàn cho con người cũng như máy bay, các biện pháp phòng ngừa xử lý các sự cố bất thường liên quan đến công việc vận hành trên mặt đất, yêu cầu về năng lực chuyên môn của các nhân viên phục vụ để đảm bảo an toàn trong khai thác.

## Phối hợp phục vụ chuyến bay
Một máy bay hạ cánh, có rất nhiều các trang thiết bị trong khai thác mặt đất phục vụ cho máy bay. Vì vậy để đảm bảo các yếu tố thời gian trong khai thác thì việc quy định thứ tự các trang thiết bị là rất cần thiết tránh chồng chéo, mất trật tự dễ gây mất an toàn cho máy bay và con người.

## Hướng dẫn chất xếp hàng hóa hành lý
Hàng hóa hành lý là một công đoạn không thể thiếu trong khai thác mặt đất, do ai đi máy bay cũng mang theo hành lý và có thể cả hàng hóa. Để đảm bảo cân băng tải trọng cho máy bay thì công tác chất xếp hành lý và hàng hóa lên máy bay nằm trong các công đoạn khai thác mặt đất cũng phải được quy định trong các tài liệu khai thác mặt đất.

## Quản lý khai thác
Các cá nhân và công ty khai thác chiu trách nhiệm về chất lượng và an toàn trước các hãng hàng không thuê khai thác - Phải có chứng chỉ cấp bởi hãng hàng không thuê khai thác và nhà chức trách sân bay. Các công ty khai thác mặt đất chịu sự quản lý của các nhà chức trách sân bay.